# Carina Heights
Carina Heights är en kulle i Antarktis. Den ligger i Västantarktis. Argentina, Chile och Storbritannien gör anspråk på området. Toppen på Carina Heights är 1 265 meter över havet.
Terrängen runt Carina Heights är platt åt sydost, men åt nordväst är den kuperad. Trakten är obefolkad. Det finns inga samhällen i närheten.